# Plesiocystiscinae
Plesiocystiscinae is een onderfamilie van weekdieren uit de klasse van de Gastropoda (slakken).

## Geslachten
- Plesiocystiscus G. A. Coovert & H. K. Coovert, 1995